# Quatuor à cordes no 5 de Stenhammar
Pour les articles homonymes, voir Quatuor à cordes no 5.
Le Quatuor à cordes no 5 en ut majeur opus 29 est une composition de musique de chambre de Wilhelm Stenhammar. Composé en 1910, il est créé le 24 janvier 1916 à Göteborg.

## Structure
1. Allegro molto con spirito
2. Allegretto scherzando
3. Scherzo: Allegro vivace
4. Finale: Alegro molto

- Durée d'exécution: vingt minutes